# Ludwik Nazimek
Ludwik Nazimek (ur. 21 sierpnia 1890 w Niepołomicach, zm. 11 lipca 1922 w Krakowie) – porucznik pilot Wojska Polskiego, kawaler Krzyża Srebrnego Orderu Wojskowego Virtuti Militari.

## Życiorys
Był synem Józefa i Marii z Sumarów. Maturę złożył w Gimnazjum Realnym w Krakowie. W marcu 1909 zgłosił się na ochotnika do odbycia jednorocznej służby w cesarskiej i królewskiej Armii. Po zakończeniu służby wojskowej rozpoczął studia w Akademii Handlowej w Wiedniu. 1 sierpnia 1914 został zmobilizowany do 13 pułku piechoty. W jego składzie, w czasie I wojny światowej, walczył na froncie wschodnim. Był czterokrotnie ranny. W 1918 został skierowany do Szkoły Lotniczej w Wiener Neustadt. Szkołę ukończył z licencją pilota w stopniu chorążego i przydzielony został do parku lotniczego na lotnisku rakowickim w Krakowie. Tam zastał go koniec wojny.
W listopadzie 1918 wziął czynny udział w zajęciu lotniska rakowickiego, rozbrojeniu austriackiej załogi i przejęciu sprzętu. Pod koniec tego miesiąca rozpoczął służbę w 1 eskadrze wywiadowczej w Krakowie, jednak szybko został przeniesiony na stanowisko instruktora do Niższej Szkoły Pilotów. W czasie wojny z bolszewikami został przydzielony do 5 eskadry wywiadowczej i z nią wyruszył na front. W czasie walk na Ukrainie oraz walk z 1 Armią Konną pod Lwowem odznaczył się męstwem i wielkim zaangażowaniem. 12 lipca 1920 został awansowany został na podporucznika przez dowódcę Frontu Południowego. 14 października tego roku został zatwierdzony w stopniu podporucznika wojsk lotniczych i zaliczony do rezerwy z równoczesnym powołaniem do czynnej służby na czas wojny.
Po zawarciu rozejmu skierowany został wraz z eskadrą do Przemyśla. Tam w grudniu 1921 został ciężko ranny w wypadku lotniczym. Po sześciomiesięcznym leczeniu wrócił do lotnictwa. Został przydzielony do 2 pułku lotniczego w Krakowie. 3 maja 1922 został zweryfikowany w stopniu porucznika ze starszeństwem z 1 czerwca 1919 i 3. lokatą w korpusie oficerów aeronautycznych. 11 lipca tego roku zginął śmiercią lotnika w czasie lotu służbowego. Został pochowany na cmentarzu Rakowickim.

## Ordery i odznaczenia
- Krzyż Srebrny Orderu Wojskowego Virtuti Militari nr 8141 – pośmiertnie 27 lipca 1922[3]
- Krzyż Walecznych
- Polowa Odznaka Pilota – 11 listopada 1928 roku „za loty bojowe nad nieprzyjacielem w czasie wojny 1918-1920”[4]